# Oosterhout
Oosterhout (phát âmⓘ) là một đô thị và thành phố ở phía nam Hà Lan. Dân số tại thời điểm tháng 6 năm 2008 là 54.015 người.

## Các trung tâm dân cư
- Oosterhout (dân số: 47.920)
  - Baarschot
  - Groenendijk
  - Heikant
  - Heistraat
  - Hespelaar
  - Seters
  - Steelhovenls
  - Vijfhuizen
  - Vrachelen
- Dorst (Oosterhout) (2.440)
  - Steenoven
- Oosteind (1.350)
- Den Hout (1.210)
  - Eind van den Hout
  - Ter Aalst

## Người địa phương nổi tiếng
- Extince (Peter Kops), ca sĩ rap
- Kazimierz "Kaz" Lux, ca sĩ nhóm Brainbox
- Marlies Dekkers, nhà thiết kế